# Сцена з Великого потопу
«Сцена з Великого потопу» — картина 1826 року французького художника Жозефа-Дезіре Кура. Вперше роботу виставили на Паризькому салоні 4 листопада 1827 року, хоча вона  як лауреат Римської премії не могла боротися за нагороди цього салону. Французька держава купила картину за 3000 франків, і зараз полотно зберігається в Музеї образотворчих мистецтв Ліона.

## Сюжет
Картина ілюструє біблійний Великий потоп, який знищив людство на землі. У біблійній історії Ной і його сім'я виживають. Картина розглядається як алегорія людини, яка чіпляється за своє минуле. На картині чоловік намагається врятувати свого батька, який уособлює минуле, замість порятунку власного сина, який уособлює майбутнє, або своєї дружини, яка уособлює сучасність.